# Amphibolips gainesi
Amphibolips gainesi är en stekelart som beskrevs av Bassett 1900. Amphibolips gainesi ingår i släktet Amphibolips och familjen gallsteklar. Inga underarter finns listade i Catalogue of Life.